# Un susurro en la tormenta
Un susurro en la tormenta (Un sussurro nella tormenta) è l'ottavo album in studio del gruppo musicale spagnolo La Oreja de Van Gogh, pubblicato nel 2020.

## Tracce
1. Doblar y comprender – 4:19
2. Como un par de girasoles – 3:13
3. Abrázame – 3:56
4. Durante una mirada – 4:09
5. Galerna – 3:10
6. Te pareces tanto a mí – 2:58
7. Menos tú – 3:14
8. Sirenas – 3:40
9. Acantilado – 4:08
10. Me voy de fiesta – 2:14
11. ¿Lo ves? – 3:28

Tracce Bonus Edizione iTunes
1. Abrázame (acoustic version) – 3:48
2. Durante una mirada (acoustic version) – 3:50